# Spea bombifrons
A Spea bombifrons a kétéltűek (Amphibia) osztályának békák (Anura) rendjébe és a lapátlábúbéka-félék (Scaphiopodidae) családjába, azon belül a Spea nembe tartozó faj.

## Előfordulása
A Spea bombifrons Észak-Amerika nyugati területeinek szárazabb síkvidéki régiójában honos: a Sziklás-hegységtől keletre fekvő síkságokon Alberta, Manitoba és Saskatchewan déli részétől Texas északnyugati részéig és a mexikói Chihuahuáig, Missouri és Oklahoma keleti területeiig valamint Arizona keleti részéig.
Élőhelye elterjedési területének nagy részén az erősen homokos, kavicsos vályogtalajok. Megtalálható növényzet nélküli homokdűnéken, fűzzel és nyárfával borított homokdűnéken, hegyvidéki prérin, sivatagban, rövid és vegyes füvű prérin, vegyes bozótosban, csenkeszes gyepen, ártereken és láperdőkben.

## Megjelenése
A Spea bombifrons kis méretű béka, nagy, kiálló szemekkel, függőlegesen elliptikus, ovális pupillákkal. A hátsó lábak rövidek, és a hátsó lábak alján egy-egy ék alakú, jól kivehető ásószerű képződmány található. Általános színe a szürkétől a világosbarnán át a sötétbarnáig terjed, néha zöldes árnyalattal. A háton és a hátsó lábakon általában néhány szabálytalan alakú sötétbarna jegy található. A háton 2-4 halvány, világos csík is lehet. A hasa fehér. A háton és az oldalakon általában apró, kerek, gyakran vörös szemölcsök találhatók.

## Természetvédelmi helyzete
A vörös lista a nem fenyegetett fajok között tartja nyilván. Populációja stabil, nem fragmentált. A faj számára a mezőgazdaság és lakott területek jelentenek veszélyt. 